# NGC 84
NGC 84 é uma estrela na direção da constelação de Andromeda. O objeto foi descoberto pelo astrônomo Guillaume Bigourdan em 1884, usando um telescópio refrator com abertura de 12 polegadas. 